# 월풀 코퍼레이션
월풀 코퍼레이션(Whirlpool Corporation)은 미국 미시간주 벤턴 채터 타운십에 본사를 둔 미국의 다국적 가전제품 제조업체 및 판매업체이다. 2023년, 포춘 500에 선정된 이 회사는 약 190억 미국 달러의 연간 매출을 기록했으며, 약 59,000명의 직원을 고용하고 전 세계적으로 55개 이상의 제조 및 기술 연구 센터를 운영하고 있다.
이 회사의 주력 브랜드인 월풀은 메이택, 키친에이드, 젠에어, 아마나, 글래디에이터 차고 용품, 잉글리스, 에스테이트, 브라스템프, 바우크네흐트, 이그니스, 인데싯, 콘술, 그리고 유럽에서는 핫포인트 (미국에서는 핫포인트 브랜드가 하이얼에 의해 관리된다)를 포함한 다양한 다른 브랜드들과 함께 판매된다.
미국 내에서 월풀은 11개의 제조 시설을 운영하며 약 15,000명의 직원을 고용하고 있다.

## 역사

### 설립 및 첫 고객
1911년 11월 11일, 보험 판매원으로 일하던 루이스 업튼 (1886–1952)과 기계 공장을 소유하고 있던 그의 삼촌 에모리 업튼은 업튼 머신 컴퍼니를 설립했다. 실패한 사업 벤처 후, 루는 수동 세탁기 특허를 획득했다. 그는 에모리에게 전기 모터를 설계에 추가할 수 있는지 문의했다. 소매업 경영자 로웰 배스포드의 5,000달러 투자 지원을 받아, 그들은 전기 모터로 구동되는 탈수기 세탁기를 생산하기 시작했다. 설립 직후, 루의 동생 프레드가 회사에 합류했다.
그들의 첫 고객인 코먼웰스 에디슨의 연방 전기 부서는 100대의 기계를 주문했지만, 기어 변속기 결함으로 고객은 반품을 위협했다. 기계가 리콜되어 수리된 후, 연방 전기는 주문을 두 배로 늘렸다. 그들은 3년 동안 고객으로 남아있다가, 그들 자신의 세탁기를 생산하기 시작했다. 연방 전기의 손실로 인해 업튼은 1916년에 시어스, 로벅 & Co.를 고객으로 확보할 때까지 다각화해야 했다. 시어스는 "앨런" 브랜드로 두 가지 유형의 업튼 탈수 세탁기를 판매하기 시작했다, 하나는 54.75달러, 고급 모델은 95달러였다. 판매는 빠르게 증가했고, 1921년에 시어스는 업튼을 세탁기의 단독 공급업체로 지정했다. 시어스에 대한 과도한 의존을 피하기 위해 업튼은 자체 브랜드 이름으로 세탁기를 판매하기 시작했다.
판매량 증가로 인해 업튼은 1929년 뉴욕주 빙엄턴의 나인틴 헌드레드 워셔 컴퍼니와 합병하여 나인틴 헌드레드 코퍼레이션으로 이름을 변경했다. 이 회사는 미국 대공황의 영향을 비교적 적게 받았다. 제2차 세계 대전 동안 공장은 군수품 생산으로 전환되었다. 1947년에 시어스에서 "켄모어" 브랜드로 판매되는 자동 스핀 건조기 세탁기를 출시했다. 1년 후 이 회사는 "월풀" 브랜드 이름으로 판매했다. 1949년 루는 사장직에서 은퇴했으며 엘리샤 "버드" 그레이 2세가 그 뒤를 이었다.
전후 소비자들의 편의 제품 수요에 대응하여, 회사는 탈수기 및 자동 세탁기, 건조기, 다리미를 포함한 다양한 가정용 세탁 제품을 출시했다. 1949년, 나인틴 헌드레드 코퍼레이션은 월풀 코퍼레이션으로 이름이 변경되었다. 1951년에는 자선 단체인 월풀 재단이 설립되었다.

### 1950년대부터 1980년대: 초기 인수
더 다각화된 제조업체들과 더 잘 경쟁하기 위해, 1955년 월풀은 시거 냉장고 회사와 RCA의 에어컨 및 조리 기기 라인을 인수했다. 회사는 이름을 월풀-시거 코퍼레이션으로 변경하고 RCA-월풀 브랜드 이름을 사용하기 시작했다. 1955년 월풀은 인터내셔널 하베스터 컴퍼니의 인디애나주 에반스빌에 있는 냉동 공장을 인수했다. 1956년, 미시간주 벤턴 하버에 100-에이커 (0.40 km2) 규모의 행정 센터가 문을 열었다. 1957년, RCA 월풀 미라클 키친이 약 1,500만 명의 TV 시청자에게 소개되었다. 회사는 다시 월풀 코퍼레이션으로 이름을 변경하고 로버트 엘튼 브루커를 사장으로 영입했다. 1959년 모스크바 소콜니키 공원에서 열린 미국 국립 전람회에서 브루커는 월풀 주방을 주재했다. 월풀 주방은 당시 부통령 리처드 닉슨과 소련 총리 니키타 흐루쇼프 사이의 부엌 논쟁에 영감을 주었다.
1966년에 월풀은 RCA 이름을 버렸고, 이 브랜드는 월풀로 알려지게 되었다. 그 다음 해에는 24시간 헬프라인을 도입했다. 또한 1966년, 월풀은 시어스의 주요 텔레비전 제조업체인 워윅 일렉트로닉스를 인수했다. 이 인수에는 토마스 오르간 컴퍼니 부문도 포함되었다. 월풀은 1976년에 일본의 산요 전기에 사업부를 매각하면서 텔레비전 시장에서 철수했지만, 전자 기술을 위한 오르간 사업은 유지했다. 1978년까지 연간 매출은 20억 달러를 넘어섰다.
1986년에 월풀은 호바트 코퍼레이션의 사업부인 키친에이드를 인수했다. 또한 1988년 말까지 미시간주 세인트조셉 지역의 대부분 제조 시설을 폐쇄할 것이라고 발표했다.

### 1980년대부터 2000년대: 국제적 확장
1987년, 월풀은 인도에서 소형 세탁기를 판매하기 시작했으며 캐나다의 잉글리스의 지배 지분을 인수했다. 1988년, 월풀은 필립스의 대형 가전 부문 지분 53%를 인수하여 월풀 인터내셔널이라는 합작 투자를 설립했다. 이 인수로 월풀은 연간 매출 약 60억 달러를 기록하며 세계 최대의 주요 가전제품 제조업체가 되었다. 나머지 47% 지분은 1991년에 필립스로부터 인수되어 인수가 완료되었다. 1989년, 월풀은 로퍼(Roper) 브랜드와 독일의 바우크네흐트를 인수했다.
월풀은 1980년대 후반 글로벌 확장 전략의 일환으로 인도 시장에 진출했다. TVS 그룹과 합작 투자를 설립하고 푸두체리에 첫 월풀 제조 시설을 설립하여 세탁기를 생산했다. 1995년, 월풀은 켈비네이터 인도 법인(Kelvinator India Limited)을 인수하여 냉장고 시장에도 진출했다. 같은 해, 회사는 TVS 합작 투자의 주요 지분을 인수했으며, 1996년에는 켈비네이터와 TVS 인수를 합병하여 월풀 오브 인디아 리미티드(Whirlpool of India Limited)를 설립했다. 이는 인도 아대륙에서 회사의 포트폴리오를 세탁기, 냉장고, 전자레인지, 에어컨으로 확장했다. 월풀 오브 인디아 리미티드는 구르가온에 본사를 두고 있으며, 파리다바드, 푸두체리, 푸네에 3개의 제조 시설을 소유하고 있다.
1997년에 회사는 브라질 냉동기 압축기 제조업체인 엠브라코의 지배 지분을 인수했다. 2000년에는 브라질 가전 제조업체인 멀티브라스(Multibrás)를 인수했는데, 멀티브라스는 브라스템프(Brastemp)와 콘술(Consul) 브랜드를 소유하고 있었으며, 엠브라코에 대한 지분도 포함되었다. 2001년 잉글리스(Inglis) Ltd.는 이름을 월풀 캐나다(Whirlpool Canada)로 변경했다. 월풀은 오늘날까지 잉글리스 가전제품을 계속 판매하고 있다.

### 2000년대부터 현재: 성장과 폐쇄
2004년까지 연간 매출은 130억 달러를 넘어섰다. 2005년, 메이택 코퍼레이션 주주들은 월풀 코퍼레이션의 주식 인수를 승인했다. 2006년 미국 법무부가 합병을 승인한 후, 회사는 메이택, 젠-에어, 아마나, 제이드, 매직 셰프, 애드미럴, 후버, 딕시-나르코 브랜드를 포함한 메이택을 인수했다. 딕시-나르코는 크레인 코.에, 아마나 커머셜은 AGA에 매각했다.
2007년, 월풀은 후버를 테크트로닉 인더스트리즈, TTI 플로어케어에 매각하고, 제이드 어플라이언스를 미들비 코퍼레이션에 매각했다. 또한 아이오와주 뉴턴 (아이오와주), 아칸소주 서시 (아칸소주), 일리노이주 헤린의 공장을 폐쇄하여 해당 지역사회에서 4,500개의 일자리가 사라졌다. 2008년, 월풀은 테네시주 라 번, 멕시코 레이노사, 미시시피주 옥스퍼드 (미시시피주), 테네시주 잭슨 (테네시주)의 공장을 폐쇄할 것이라고 발표했다.
2009년, 월풀은 파산한 WC 우즈를 인수하고 인디애나주 에반스빌 공장을 폐쇄했다.

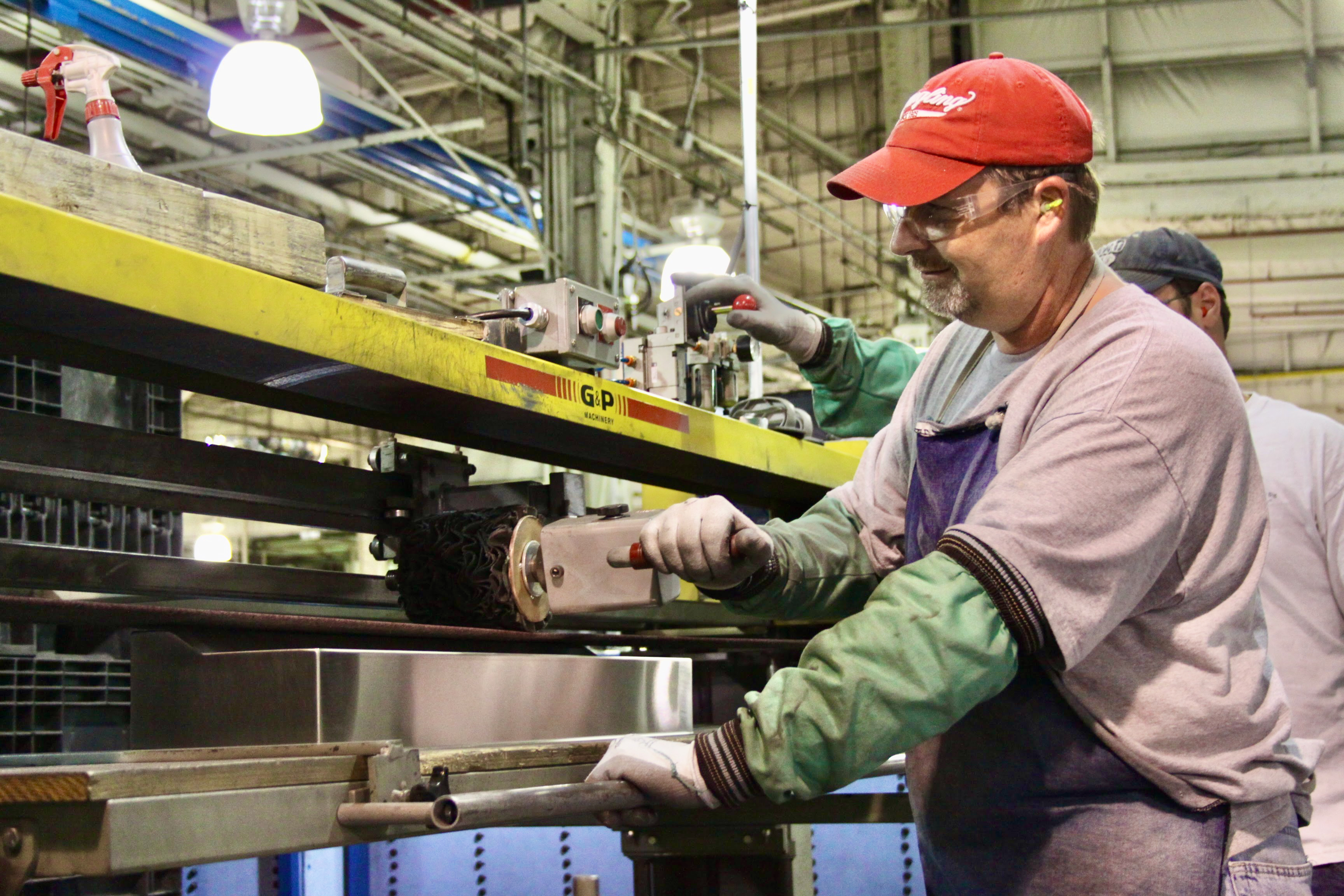
2010년 10월 1일 테네시주 클리블랜드 공장에서 가전제품을 생산하는 월풀 직원.

2011년, 월풀은 창립 100주년을 기념하고 100주년 기념 로고와 업데이트된 기업 로고를 공개했다.
또한 카르슈타트퀘엘레(KarstadtQuelle) 브랜드 Privileg를 오토 GmbH로부터 인수했다.
2011년 월풀은 아칸소주 포트 스미스 공장 폐쇄를 발표했다. 다음 해 월풀은 123년 된 시설을 대체하기 위해 테네시주 클리블랜드에 제조 공장을 열었다. 2억 달러 규모의 이 프로젝트는 기존 1,500명 직원 외에 약 130개의 일자리를 추가했다. 1백만-제곱피트 (93,000 m2) 규모의 시설에서는 월풀 브랜드 포트폴리오를 위한 고급 조리 기기를 제조한다. 이 프로젝트에는 유통 센터도 포함된다.
2013년 8월, 월풀은 중국의 허페이 로열스타 산요(일본의 파나소닉 코퍼레이션의 자회사인 산요 전기와 현지 주정부 투자 부문인 허페이 국유 자산 지주 회사의 합작 투자)의 지분 51%를 5억 5천2백만 달러에 인수하여 중국 가전 시장 확장을 위한 영향력을 확보할 것이라고 발표했다.
2014년 7월, 월풀은 이탈리아 경쟁업체 인데싯의 지분 60%를 7억 5천8백만 유로(10억 달러)에 인수할 것이라고 발표했다. 12월에 월풀은 나머지 주식에 대한 의무 공개 매수를 성공적으로 완료하고 밀라노 증권거래소에서 인데싯을 상장 폐지하여 월풀 이탈리아 홀딩스 S.r.l.의 완전 소유 자회사가 되었다.
2017년 1월, 월풀은 2018년까지 유럽, 중동, 아프리카 건조기 제조 부문에서 약 500개의 일자리를 감축할 것이라고 발표했다. 이 결정은 아미앵, 프랑스에 있는 공장 폐쇄를 의미하며, 이는 2017년 프랑스 대통령 선거에서 마린 르펜과 에마뉘엘 마크롱 모두 2차 투표 전에 파업 중인 노동자들을 방문하면서 쟁점이 되었다.
2017년 10월, 월풀과 시어스 홀딩스 코퍼레이션은 미해결 가격 협상으로 인해 101년간 지속된 파트너십을 종료했다. 이 파트너십은 월풀 브랜드 가전제품이 시어스와 케이마트 매장에서 판매될 수 있도록 허용했었다. 월풀은 계속해서 시어스용 켄모어 가전제품을 제조한다.
2020년 3월, 월풀 코퍼레이션은 털사에 새로운 공장 유통 센터의 공식 개장을 발표했다.
2022년 11월, 월풀은 위스콘신에 본사를 둔 음식물 쓰레기 처리기 제조업체 인싱커레이터를 인수했다.
2024년 4월 - 아르첼릭 A.Ş. (브랜드 베코를 소유)와의 합병
월풀 코퍼레이션과 아르첼릭 A.Ş.는 2024년 4월 2일 합병을 완료하여 새로운 유럽 가전 회사인 베코 유럽 B.V.를 설립했다:
베코 유럽: 이 새로운 회사는 20,000명 이상의 직원을 보유하고 있으며 연간 약 2,400만 대의 가전제품을 생산할 수 있다. 이 회사는 핫포인트와 인데싯과 같은 브랜드를 포함하여 양사의 유럽 가전 사업을 결합한다.
소유권: 아르첼릭이 베코 유럽의 75%를 소유하고, 월풀이 25%를 소유한다.
경쟁 시장청 (CMA) 승인: CMA는 2024년 2월에 이 거래를 잠정 승인했으며, 2024년 3월에 최종 승인을 확정했다. CMA는 합병이 경쟁을 감소시켜 가격 상승이나 제품 품질 저하로 이어질 수 있다고 우려했다. 그러나 CMA의 최종 보고서는 이 거래가 영국 내 경쟁을 실질적으로 감소시키지 않을 것이라고 판단했다.
이 합병은 양사의 제조 전문 지식, 유통 네트워크 및 제품 파이프라인을 결합하여 유럽 소비자들에게 가치를 창출할 것으로 예상된다.
슈퍼마이크로는 2024년 3월 18일 시장 개장부터 S&P 500에서 월풀을 대체한다. 이는 월풀의 시가총액이 2021년 말 142억 달러에서 2024년 3월 60억 달러 미만으로 순차적으로 감소했기 때문에 가능했다.

## 탄소 발자국
월풀 코퍼레이션은 2020년 12월 31일로 마감된 12개월 동안 총 CO2e 배출량 (직접 + 간접)이 663Kt로 전년 대비 21Kt(-3.1%) 감소했다고 보고했다. 그리고 2030년까지 탄소 순 배출량 제로를 달성하기 위해 노력하고 있다.
| 2015년 12월 31일 | 2016년 12월 31일 | 2017년 12월 31일 | 2018년 12월 31일 | 2019년 12월 31일 | 2020년 12월 31일 |
| ---------------- | ---------------- | ---------------- | ---------------- | ---------------- | ---------------- |
| 871              | 833              | 809              | 754              | 684              | 663              |

## NASA와의 협력
1962년, 회사의 연구소는 NASA로부터 제미니 계획을 위한 식품 및 폐기물 관리 시스템을 개발하는 계약을 따냈다. 회사는 나중에 아폴로 임무를 위해 1968년 NASA와의 계약에 따라 동결건조 아이스크림을 개발했다. 2021년 존슨 우주 센터의 고급 탐사 시스템 물류 감소 및 재활용 프로젝트에 따라 NASA와 다시 협력하여, 월풀은 퍼듀 대학교 및 에어 스퀘어드(Air Squared)와 협력하여 심우주 탐사를 위한 장기 식품 보관을 연구하기 위해 무중력 냉장고를 개발했다.

## 건조기 화재 스캔들
틀:Undue weight section
가디언 신문에 따르면 월풀 코퍼레이션은 치명적인 화재를 일으킨 결함 있는 품목을 리콜하지 않기로 결정하여 영국에서 논란에 휩싸였다. 2014년 10월, 웨일스 북부 란루스트의 한 아파트에서 화재가 발생하여 두 명이 사망했다. 검시관은 화재 원인이 "개연성의 균형으로 보아" 건조기 도어 스위치의 전기적 결함이었다고 판결했다. 그는 심문에서 월풀이 제시한 증거를 "방어적이고 무시하는" 태도라고 묘사하며, 회사의 접근 방식이 미래 화재를 예방하기 위한 조치를 찾는 데 "장애물"이 되었다고 밝혔다.
인데싯과 핫포인트 웹사이트에 2015년 게시된 회전식 건조기에 대한 안전 경고는 고객들에게 "드물게 과도한 보풀이 발열체에 닿아 화재 위험을 초래할 수 있다"고 알렸다. 2004년 4월부터 2015년 9월까지 11년 동안 제조된 핫포인트, 인데싯, 크레다, 스완, 프로라인 브랜드로 판매된 응축형 및 배기형 회전식 건조기는 화재 위험이 있다. 이 기간 동안 영국에서는 약 530만 대의 회전식 건조기가 구매된 것으로 추정된다. 원래, 그리고 여러 화재가 결함 있는 장치로 인해 발생했음이 확인된 후에도, 월풀은 고객들에게 그러한 장치를 사용하는 것이 안전하며, 단지 사용 중 자리를 비우지 않으면 된다고 조언했지만 제품 리콜은 발행하지 않았다. 월풀은 결함 있는 기계를 수리하거나 99파운드의 비용으로 회전식 건조기를 교체해 주겠다고 제안했는데, 이는 소비자 단체와 언론으로부터 비웃음을 샀다. 의회는 결함 있는 기계의 수리 또는 교체와 관련된 광범위한 어려움, 즉 긴 대기 시간과 불량한 서비스를 논의했다.
2016년 8월 19일 금요일, 셰퍼즈부시의 셰퍼즈 코트(Shepherds Court) 건물 7층에서 화재가 발생하여 수백 명의 주민이 대피했다. 런던 소방대는 20대의 소방차와 120명의 소방관이 오후 3시 44분에 화재에 대응했으며, 오후 5시 30분에는 화재가 진압되었다고 밝혔다. 거주자들은 회전식 건조기에서 연기가 나기 시작했을 때 집에 있었고 소방대에 신고했으며, 화재는 나중에 결함 있는 인데싯 브랜드 월풀 회전식 건조기로 인해 발생한 것으로 확인되었다.
당시 월풀은 고객들에게 "수정을 기다리는 동안 건조기를 계속 사용할 수 있지만, 추가 예방 조치로 작동 중에 건조기를 무인 상태로 두지 않아야 합니다(즉, 집을 비우거나 잠든 동안 건조기를 켜두지 마십시오)"라고 조언했지만, 제품 리콜은 발행하지 않았다.
2016년 8월 26일, 런던 소방대는 대중에게 결함 있는 회전식 건조기 사용을 즉시 중단할 것을 권고하고, 총 리콜 캠페인을 통해 월풀에게 고객에 대한 조언을 변경하고 제품 리콜을 촉진할 것을 촉구했다. 이는 위치?와 결함 있는 기기로 인한 화재 피해자들을 대리하는 변호사들이 설립한 "안전할 것이라고 기대하라(Expect It's Safe)" 캠페인도 동일하게 권고했다. 런던 소방대는 매일 약 한 건씩 결함 있는 가전제품으로 인한 화재 신고를 받는다고 언급하며, 월풀의 결함 있는 가전제품에 대한 조언과 관련하여 5가지 주의사항을 발표했다:
1. 안전 고지는 화재의 위험 때문에 발행되었으며, 모든 화재는 생명과 재산을 위태롭게 할 가능성이 있다.
2. 대부분의 사람들이 건조 주기 동안 기기 옆에 머무르는 것은 비실용적이다.
3. 건조기가 사용 중 화재가 발생하더라도 거주자에게 여전히 위험을 초래한다.
4. 소유자가 기기 내부의 화재를 진압하려 하면 생명을 위험에 빠뜨릴 수 있다. 소방대의 조언은 화재 진압을 시도하지 말고, 항상 경보를 울리고, 밖으로 나가 안전한 곳에 머무르며, 999에 전화하라는 것이다.
5. 결함으로 인해 화재가 발생할 수 있는 시점은 예측할 수 없다. 발열체 주변에 쌓인 보풀의 발화는 연기가 나는 화재를 일으킬 수 있으며, 이는 기기 사용이 끝나고 소유자가 잠자리에 들 때까지 발견되지 않을 수 있다.[57]

2016년 9월, 해머스미스 지역구 의원인 앤디 슬러터는 정부가 백색가전 제조업체들을 대표하는 "강력한 산업 로비"에 맞서지 못했다고 말했다. 그는 장관들에게 월풀과 다른 회사들에게 고객에 대한 조언을 변경하고 화재를 일으킬 수 있는 결함 있는 가전제품을 리콜하고 교체하도록 지시할 것을 촉구했다고 보도되었다. 2016년 9월 13일 의회 회의에서 슬러터는 "2004년부터 2015년까지 월풀 건조기와 월풀 소유 브랜드 건조기로 인해 발생한 화재가 750건에 달하는 것을 추적했다. 우리는 127개의 모델을 알고 있지만, 월풀은 전체 목록을 공개하지 않을 것이다"라고 밝혔다.
같은 달, 셰퍼즈부시 화재 조사의 결과가 발표된 후, 이 화재가 결함 있는 회전식 건조기와 영국 전역의 다른 화재들의 원인으로 결론 내려지면서 월풀과 정부에 대한 대중의 우려를 해소하기 위한 압력이 커졌다. 런던 소방대의 운영 책임자인 데이브 브라운은 "이 화재는 결함 있는 백색 가전이 얼마나 위험할 수 있는지를 보여주었다... 그러나 실망스럽게도 월풀은 아직 소비자들에게 대한 조언을 바꾸지 않았다. 우리는 이제 월풀에게 다시 한번 그들의 조언을 우리의 조언에 맞춰 바꾸고 제품 리콜을 촉진할 것을 촉구한다"고 말했다. 다행히도 셰퍼즈부시 화재에서는 심각한 부상이 없었지만, 다시 발생하면 그렇게 운이 좋지 않을 수도 있다.”
2016년 10월, 마고트 제임스 영국 정부의 소비자 담당 장관은 "고객 안전은 제조업체의 최우선 과제여야 한다. 월풀이 위험에 처한 기계를 수정하고 교체하기 위해 많은 노력을 기울이고 있다는 점은 인정하지만, 고객과 대중을 안심시키기 위해 추가적인 조치가 필요하다고 생각한다. 회사에 우려와 기대를 전달하는 서한을 보낼 것이다."라고 말했다.
2016년 12월, 영국 최대 소비자 옹호 단체인 위치?는 이전에 위험에 처한 113개 건조기 모델 목록을 작성했으며, 월풀이 판매한 결함 있는 건조기 처리 담당 기관인 피터버러 트레이딩 스탠다드에 대한 사법심사를 청구하는 이례적인 조치를 취했다. 이는 처리를 "참사"라고 규정하며, 영국 전역의 수백만 명의 소비자들에게 제품 안전법을 시행하지 못했다고 주장했다. 피터버러 시의회는 월풀의 영국 본사가 시내에 위치해 있어 월풀을 담당해 왔다. 이 움직임은 "주택 소유자가 화염에 휩싸일 위험이 있음에도 불구하고 결함 있는 기기를 계속 사용하도록 허용한 결정의 적법성을 평가하기 위해" 위치?가 무역 표준과 관련된 공식적인 법적 조치를 취한 것은 처음이라는 점에서 이례적인 것으로 간주되었다.
공인 무역 표준 연구소 최고경영자 레온 리버모어는 월풀이 결함 있는 회전식 건조기를 리콜하지 않은 것에 대해 비판하며 "월풀이 수백만 대의 잠재적으로 결함 있는 회전식 건조기를 회수할 것"을 촉구했지만, 피터버러 무역 표준을 옹호하며 "전체 시스템이 이 문제의 규모에 압도되었고, 피터버러와 같은 지방 당국이 전국적인 문제에 대한 책임을 지는 것은 다소 불공평하다"고 말했다.
비판에 대해 시의회 대변인은 "이달 초 시작된 독립적인 검토가 현재 진행 중이며, 우리는 회사가 그 결과에 전적으로 따를 것으로 예상한다. 만약 위치?가 사법심사를 허가받는다면 우리는 우리의 입장을 강력하게 방어할 것이며, 진행 중인 독립적인 검토를 고려할 때 이 조치는 시기상조라고 생각한다."라고 말했다.
2017년 2월 22일, 월풀은 피터버러 무역 표준국으로부터 무역 표준 내부 검토에 따라 두 건의 강제 집행 통지를 받았다. 월풀이 고객들에게 결함 있는 건조기를 무인 상태로 두지 않으면 안전하게 계속 사용할 수 있다고 조언한 지 15개월 만에, 월풀은 고객들에게 기기 플러그를 뽑고 수리될 때까지 사용을 중단하라고 조언을 갱신해야 했다. 월풀은 또한 전국 신문의 광고를 통해, 소셜 미디어를 통해, 그리고 소매점에서 변경된 조언을 소비자들에게 홍보해야 했다. 강제 집행 통지는 원래 2017년 1월 16일에 발행되었으며, 월풀은 이를 거부하고 항소를 제기했지만 기각되었다. 이때까지 회사가 통지를 준수하지 않았다면 법정에 회부되었을 것이다. 가디언에 따르면, 최근의 조치는 영향을 받은 기기로 인한 사고 건수의 "증가"에 따른 것이다.
2018년 4월 25일 수요일, BBC One TV 소비자 프로그램 워치독은 월풀의 회전식 건조기 안전 리콜과 관련하여 추가적인 주장을 방송했다. 이 프로그램은 이미 수정되어 안전하다고 여겨지던 회전식 건조기가 여전히 화재를 일으키고 있음을 설명했다. 게다가, 월풀이 "안전하다"고 판단한 신형 모델들도 이전의 안전하지 않은 모델들과 동일한 결함으로 제조되고 있었다. BBC 워치독은 월풀 대변인과 이야기하려고 시도했지만, 회사는 이러한 주장에 대해 방송에 출연할 사람을 제공하지 않았다.
2019년 12월 17일, 월풀은 화재 위험으로 인해 50만 대 이상의 핫포인트 및 인데싯 브랜드 세탁기에 대한 리콜을 발표했다. 이 기계들은 발열 장치의 결함으로 인해 과열되어 화재가 발생하기 쉬운 것으로 나타났다.

## 주요 브랜드
- 아크로스 (멕시코)
- 어프레시 워셔 클리너스
- 아마나
- 바우크네흐트

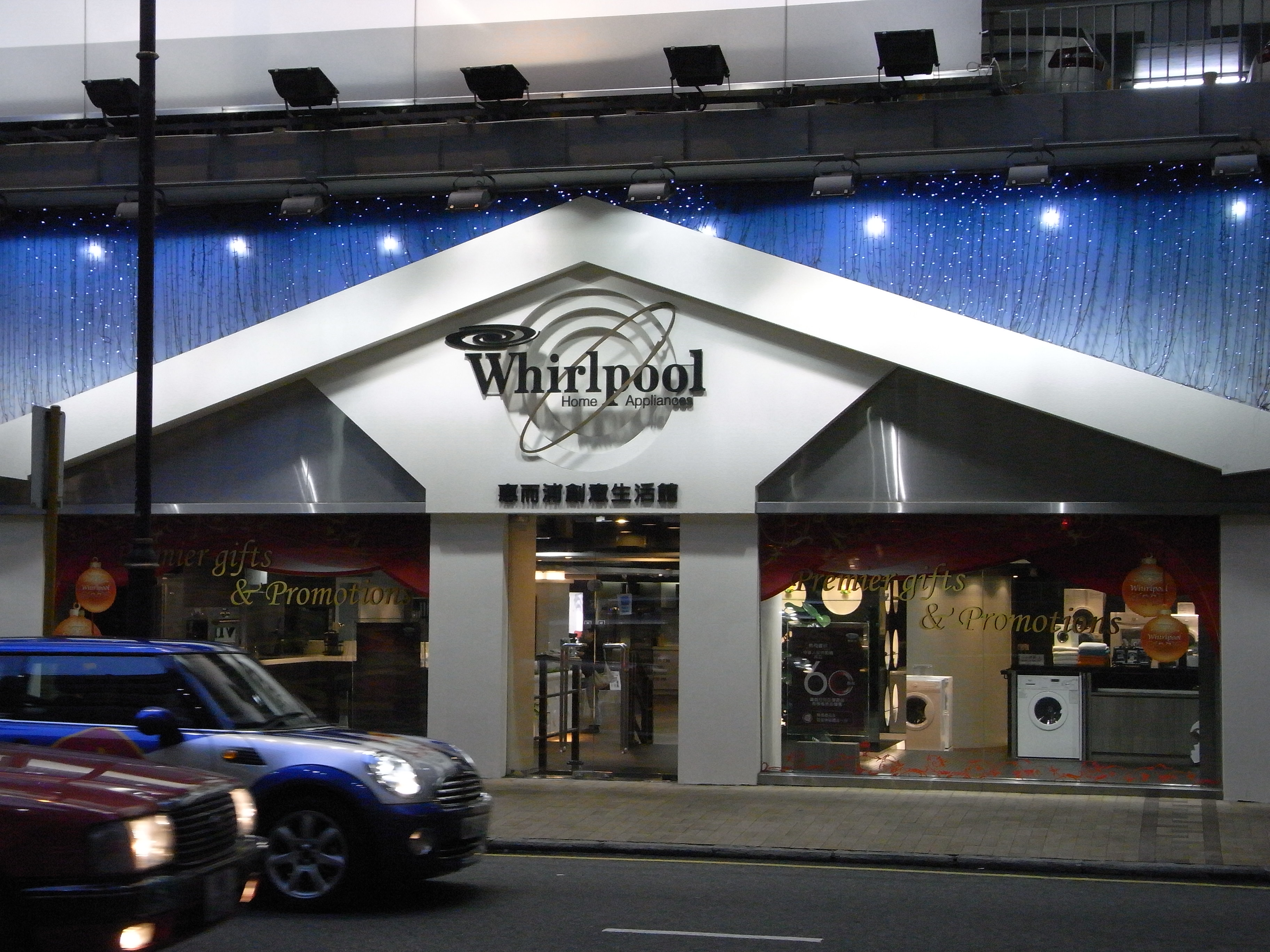
홍콩 쇼룸

- 브라스템프 (Brastemp, 브라질)
- 챌린저 (콜롬비아)
- 콘술 (브라질)
- 디콰 (중국)
- 에스테이트
- 에브리드롭
- 글래디에이터 차고 용품
- 허페이 산요 (중국)[26]
- 핫포인트 (유럽)
- Ignis (brand)(이탈리아어판)
- 인데싯
- 잉글리스 (캐나다 및 미국)
- 인싱커레이터
- 젠-에어
- 키친에이드
- Laden (marque)([[:fr:{{{3}}}|프랑스어판]]) (프랑스)
- 메이택
- 폴라
- 프리빌레그
- 로퍼
- 로열스타 (중국)
- 스티놀
- 트루 프레시
- 월풀
- 얌리

### 특수 라벨
- 애드미럴 브랜드 가전제품은 홈 디포에서만 독점적으로 판매되며, 2001년 회사 폐쇄 전까지는 몽고메리 워드 매장에서도 판매되었다.
- 크로슬리 브랜드 상단 적재 세탁기는 크로슬리 어플라이언스를 위해 제조된다.
- 팔라벨라 브랜드 가전제품은 팔라벨라 (남미 한정)를 위해 제조된다.
- FSP (공장 사양 부품)
- 이케아 브랜드 가전제품은 이케아를 위해 제조되었다.
- 켄모어 브랜드 가전제품은 시어스를 위해 제조되었다. 다른 명칭이 사용되었지만, 110, 665, 880, 106은 월풀이 제조한 켄모어 제품의 모델 번호에서 흔히 볼 수 있는 첫 세 자리 숫자이다.